# メリッサ・マシスン
メリッサ・マシスン（Melissa Mathison, 1950年6月3日 - 2015年11月4日）は、アメリカ合衆国カリフォルニア州ロサンゼルス出身の脚本家。

## 人物
1982年の『E.T.』でアカデミー脚本賞にノミネートされた。
私生活では1983年に俳優のハリソン・フォードと結婚し子供を二人もうけたが、2004年に離婚した。
2015年11月4日、病気のためロサンゼルスで死去。65歳没。

## 主な作品
- ワイルド・ブラック/少年の黒い馬 The Black Stallion (1979)
- E.T. E.T.: The Extra-Terrestrial (1982)
- マジック・ボーイ The Escape Artist (1982)
- リトル・ヒーロー The Indian in the Cupboard (1995)
- クンドゥン Kundun (1997) プロデュースも
- BFG: ビッグ・フレンドリー・ジャイアント The BFG (2016)
- 崖の上のポニョ (英語版脚本)